# 76. Międzynarodowy Festiwal Filmowy w Cannes
76. Międzynarodowy Festiwal Filmowy w Cannes odbył się w dniach 16−27 maja 2023 roku. Imprezę otworzył pokaz francuskiego filmu kostiumowego Kochanica króla Jeanne du Barry w reżyserii Maïwenn. W konkursie głównym zaprezentowanych zostało 21 filmów pochodzących z 11 różnych krajów.
Jury pod przewodnictwem szwedzkiego reżysera Rubena Östlunda przyznało nagrodę główną festiwalu, Złotą Palmę, francuskiemu filmowi Anatomia upadku w reżyserii Justine Triet. Drugą nagrodę w konkursie głównym, Grand Prix, przyznano brytyjskiemu filmowi Strefa interesów w reżyserii Jonathana Glazera.
Oficjalny plakat promocyjny festiwalu przedstawiał aktorkę Catherine Deneuve na fotosie z planu zdjęciowego francuskiego melodramatu Zawirowania serca (1968) Alaina Cavaliera. Galę otwarcia i zamknięcia festiwalu prowadziła francuska aktorka Chiara Mastroianni. Honorową Złotą Palmę za całokształt twórczości otrzymali amerykańscy aktorzy Michael Douglas i Harrison Ford.

## Członkowie jury

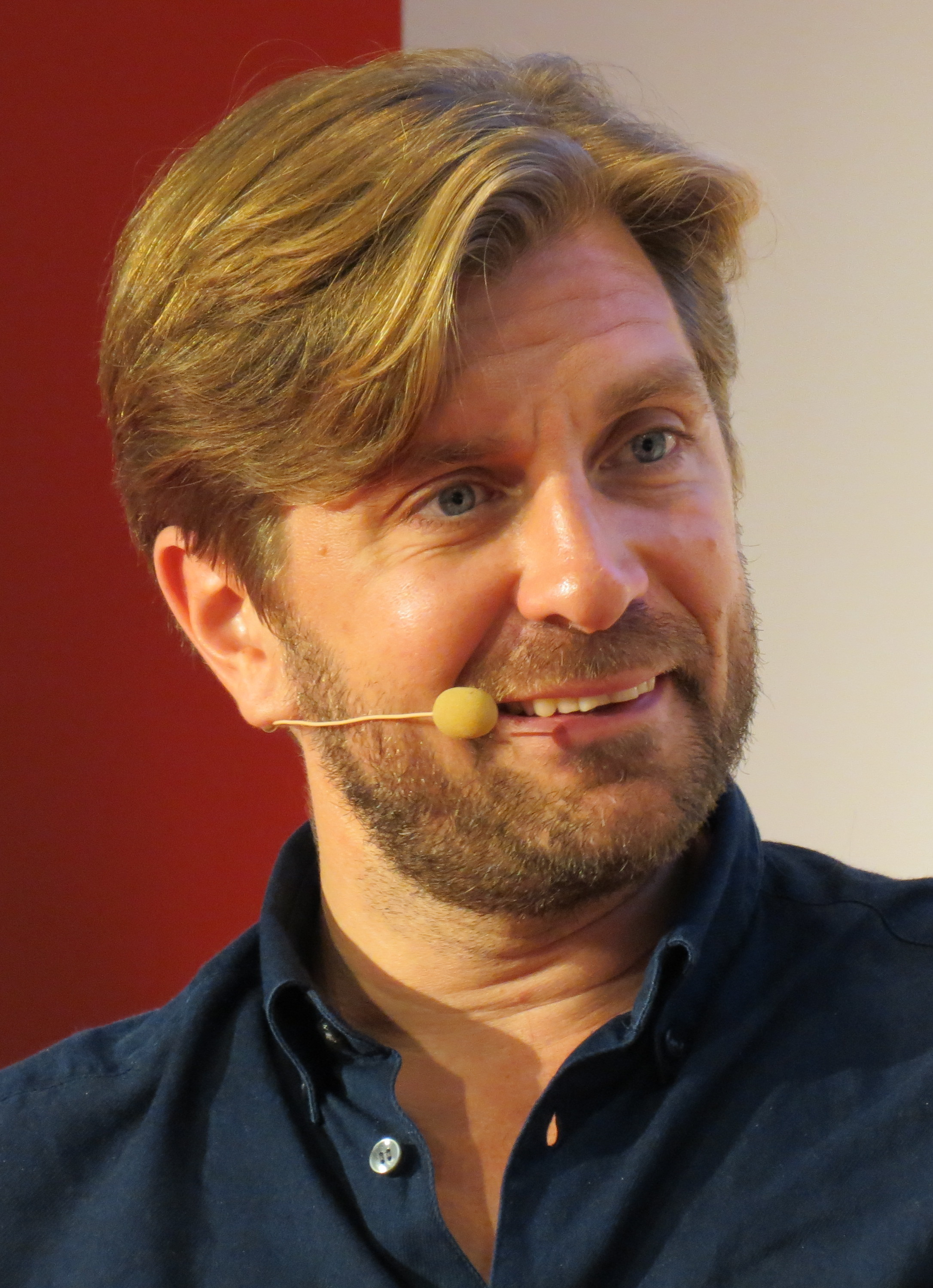
Przewodniczący jury konkursu głównego Ruben Östlund.

### Konkurs główny
- Ruben Östlund, szwedzki reżyser − przewodniczący jury[8][9]
- Paul Dano, amerykański aktor
- Julia Ducournau, francuska reżyserka
- Brie Larson, amerykańska aktorka
- Denis Ménochet, francuski aktor
- Rungano Nyoni, zambijska reżyserka
- Atiq Rahimi, afgański reżyser
- Damián Szifron, argentyński reżyser
- Maryam Touzani, marokańska reżyserka

### Sekcja „Un Certain Regard”
- John C. Reilly, amerykański aktor − przewodniczący jury
- Paula Beer, niemiecka aktorka
- Davy Chou, kambodżański reżyser
- Émilie Dequenne, belgijska aktorka
- Alice Winocour, francuska reżyserka

### Cinéfondation i filmy krótkometrażowe
- Ildikó Enyedi, węgierska reżyserka − przewodnicząca jury
- Ana Lily Amirpour, amerykańska reżyserka
- Szlomi Elkabetz, izraelski reżyser
- Charlotte Le Bon, kanadyjska aktorka
- Karidja Touré, francuska aktorka

### Złota Kamera – debiuty reżyserskie
- Anaïs Demoustier, francuska aktorka − przewodnicząca jury
- Mikael Buch, francuski reżyser
- Nathalie Durand, francuska operatorka filmowa
- Sophie Frilley, dyrektor generalna Titrafilm
- Nicolas Marcadé, francuski krytyk filmowy
- Raphaël Personnaz, francuski aktor

### Złote Oko – filmy dokumentalne
- Kirsten Johnson, amerykańska reżyserka i operatorka filmowa − przewodnicząca jury
- Sophie Faucher, kanadyjska aktorka
- Ovidie, francuska aktorka i reżyserka
- Pedro Pimenta, mozambicki producent filmowy
- Jean-Claude Raspiengeas, francuski dziennikarz

## Selekcja oficjalna

### Otwarcie i zamknięcie festiwalu
|             | Tytuł                           | Reżyseria  | Kraj produkcji    |
| ----------- | ------------------------------- | ---------- | ----------------- |
| Otwierający | Kochanica króla Jeanne du Barry | Maïwenn    | Francja           |
| Zamykający  | Między nami żywiołami           | Peter Sohn | Stany Zjednoczone |

### Konkurs główny
Następujące filmy zostały wyselekcjonowane do udziału w konkursie głównym o Złotą Palmę:
| Tytuł polski              | Tytuł oryginalny             | Reżyseria              | Kraj produkcji    |
| ------------------------- | ---------------------------- | ---------------------- | ----------------- |
| Anatomia upadku           | Anatomie d’une chute         | Justine Triet          | Francja           |
| Asteroid City             | Asteroid City                | Wes Anderson           | Stany Zjednoczone |
| Banel i Adama             | Banel et Adama               | Ramata-Toulaye Sy      | Senegal           |
| Granica mroku             | Black Flies                  | Jean-Stéphane Sauvaire | Stany Zjednoczone |
| La chimera                | La chimera                   | Alice Rohrwacher       | Włochy            |
| Club Zero                 | Club Zero                    | Jessica Hausner        | Austria           |
| Ostatnie lato             | L'été dernier                | Catherine Breillat     | Francja           |
| Cztery córki              | بنات ألفة Les filles d'Olfa  | Kaouther Ben Hania     | Tunezja           |
| Regentka                  | Firebrand                    | Karim Aïnouz           | Wielka Brytania   |
| Monster                   | 怪物 Kaibutsu                | Hirokazu Koreeda       | Japonia           |
| Opadające liście          | Kuolleet lehdet              | Aki Kaurismäki         | Finlandia         |
| Wśród wyschniętych traw   | Kuru Otlar Üstüne            | Nuri Bilge Ceylan      | Turcja            |
| Obsesja                   | May December                 | Todd Haynes            | Stany Zjednoczone |
| Pod Starym Dębem          | The Old Oak                  | Ken Loach              | Wielka Brytania   |
| Bulion i inne namiętności | La passion de Dodin Bouffant | Trần Anh Hùng          | Francja           |
| Perfect Days              | Perfect Days                 | Wim Wenders            | Japonia           |
| Młodość: Wiosna           | 青春 Qingchun                | Wang Bing              | Chiny             |
| Porwany                   | Rapito                       | Marco Bellocchio       | Włochy            |
| Powrót do domu            | Le retour                    | Catherine Corsini      | Francja           |
| Lepsze jutro              | Il sol dell'avvenire         | Nanni Moretti          | Włochy            |
| Strefa interesów          | The Zone of Interest         | Jonathan Glazer        | Wielka Brytania   |

### Sekcja „Un Certain Regard”
Następujące filmy zostały wyświetlone na festiwalu w ramach sekcji „Un Certain Regard”:
| Tytuł polski                          | Tytuł oryginalny                  | Reżyseria                           | Kraj produkcji                |
| ------------------------------------- | --------------------------------- | ----------------------------------- | ----------------------------- |
| Omen                                  | Augure                            | Baloji                              | Demokratyczna Republika Konga |
| Ziemskie wersety                      | آیه‌های زمینی Ayeh haye zamini     | Ali Asgari i Alireza Khatami        | Iran                          |
| Gdybym tylko mógł zapaść w sen zimowy | Баавгай болохсон Baavgai bolohson | Zoljargal Purevdash                 | Mongolia                      |
| Osadnicy                              | Los colonos                       | Felipe Gálvez                       | Chile                         |
| Kwiat buriti                          | Crowrã                            | João Salaviza i Renée Nader Messora | Brazylia                      |
| Delikwenci                            | Los delincuentes                  | Rodrigo Moreno                      | Argentyna                     |
| Tylko rzeka płynie                    | 河边的错误 He bian de cuo wu      | Wei Shujun                          | Chiny                         |
| How to Have Sex                       | How to Have Sex                   | Molly Manning Walker                | Wielka Brytania               |
| Bez nadziei                           | 화란 Hwaran                       | Kim Chang-hoon                      | Korea Południowa              |
| Matka wszystkich kłamstw              | كذب أبيض Kadib Abyad              | Asmae El Moudir                     | Maroko                        |
| Sfora                                 | عصابات Les meutes                 | Kamal Lazraq                        | Maroko                        |
| Nowy                                  | The New Boy                       | Warwick Thornton                    | Australia                     |
| Przełamując lody                      | 燃冬 Ran dong                     | Anthony Chen                        | Chiny                         |
| Królestwo zwierząt                    | Le règne animal                   | Thomas Cailley                      | Francja                       |
| Nic do stracenia                      | Rien à perdre                     | Delphine Deloget                    | Francja                       |
| Rosalie                               | Rosalie                           | Stéphanie Di Giusto                 | Francja                       |
| Salem                                 | Salem                             | Jean-Bernard Marlin                 | Francja                       |
| Natura miłości                        | Simple comme Sylvain              | Monia Chokri                        | Kanada                        |
| Żegnaj, Julio                         | وداعا جوليا Wadaean Julia         | Mohamed Kordofani                   | Sudan                         |

### Pokazy pozakonkursowe
Następujące filmy zostały wyświetlone na festiwalu w ramach pokazów pozakonkursowych:
| Tytuł polski                           | Tytuł oryginalny                      | Reżyseria        | Kraj produkcji    |
| -------------------------------------- | ------------------------------------- | ---------------- | ----------------- |
| Ojciec Pierre                          | L'abbé Pierre – Une vie de combats    | Frédéric Tellier | Francja           |
| Kwaśny deszcz                          | Acide                                 | Just Philippot   | Francja           |
| Między nami żywiołami                  | Elemental                             | Peter Sohn       | Stany Zjednoczone |
| Pajęczyna                              | 거미집 Geomijip                       | Kim Jee-woon     | Korea Południowa  |
| Hipnoza                                | Hypnotic                              | Robert Rodriguez | Stany Zjednoczone |
| Idol (serial, odcinki 1-2)             | The Idol                              | Sam Levinson     | Stany Zjednoczone |
| Indiana Jones i artefakt przeznaczenia | Indiana Jones and the Dial of Destiny | James Mangold    | Stany Zjednoczone |
| Kochanica króla Jeanne du Barry        | Jeanne du Barry                       | Maïwenn          | Francja           |
| Kennedy                                | Kennedy                               | Anurag Kashyap   | Indie             |
| Czas krwawego księżyca                 | Killers of the Flower Moon            | Martin Scorsese  | Stany Zjednoczone |
| Król Algierii                          | Omar la fraise                        | Elias Belkeddar  | Francja           |
| Project Silence                        | 탈출 Talchul: Project Silence         | Kim Tae-gon      | Korea Południowa  |

### Sekcja „Cannes Premiere”
Następujące filmy zostały wyświetlone na festiwalu w ramach sekcji „Cannes Premiere”:
| Tytuł polski          | Tytuł oryginalny          | Reżyseria         | Kraj produkcji |
| --------------------- | ------------------------- | ----------------- | -------------- |
| Tylko my dwoje        | L'amour et les forêts     | Valérie Donzelli  | Francja        |
| Impresjoniści         | Bonnard, Pierre et Marthe | Martin Provost    | Francja        |
| Zamknij oczy          | Cerrar los ojos           | Víctor Erice      | Hiszpania      |
| Eureka                | Eureka                    | Lisandro Alonso   | Argentyna      |
| Kubi                  | 首 Kubi                   | Takeshi Kitano    | Japonia        |
| Zagubieni pośród nocy | Perdidos en la noche      | Amat Escalante    | Meksyk         |
| Czas na miłość        | Le temps d'aimer          | Katell Quillévéré | Francja        |

### Pokazy specjalne
Następujące filmy zostały wyświetlone na festiwalu w ramach pokazów specjalnych:
| Tytuł polski                                | Tytuł oryginalny               | Reżyseria             | Kraj produkcji  |
| ------------------------------------------- | ------------------------------ | --------------------- | --------------- |
| Anselm                                      | Anselm – Das Rauschen der Zeit | Wim Wenders           | Niemcy          |
| Chleba i róż                                | Bread and Roses                | Sahra Mani            | Afganistan      |
| Dziwne ścieżki życia (film krótkometrażowy) | Extraña forma de vida          | Pedro Almodóvar       | Hiszpania       |
| Córki ognia (film krótkometrażowy)          | As Filhas do Fogo              | Pedro Costa           | Portugalia      |
| Little Girl Blue                            | Little Girl Blue               | Mona Achache          | Francja         |
| Człowiek w czerni                           | Man in Black                   | Wang Bing             | Chiny           |
| Miasto okupowane                            | Occupied City                  | Steve McQueen         | Wielka Brytania |
| Portrety duchów                             | Retratos Fantasmas             | Kleber Mendonça Filho | Brazylia        |
| Pies i Robot                                | Robot Dreams                   | Pablo Berger          | Hiszpania       |
| Twierdzenie Marguerite                      | Le théorème de Marguerite      | Anna Novion           | Francja         |

## Laureaci nagród

### Konkurs główny
Złota Palma

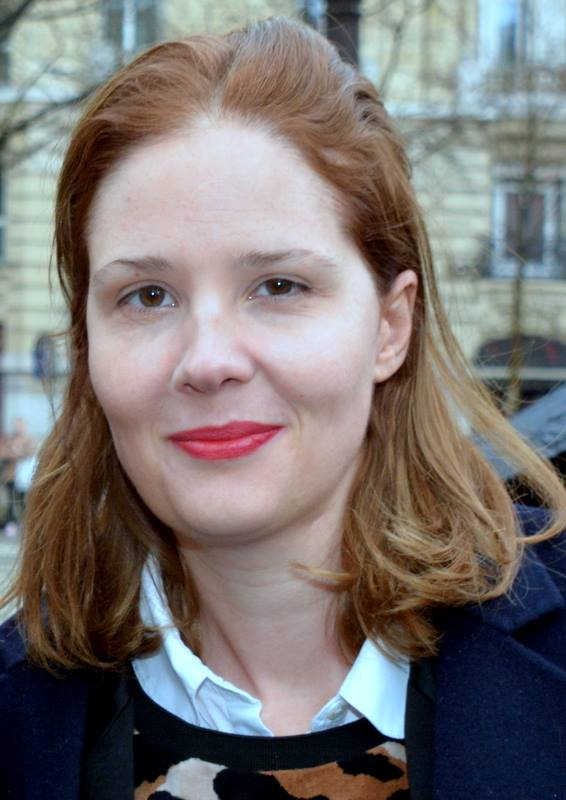
Justine Triet, zdobywczyni Złotej Palmy.

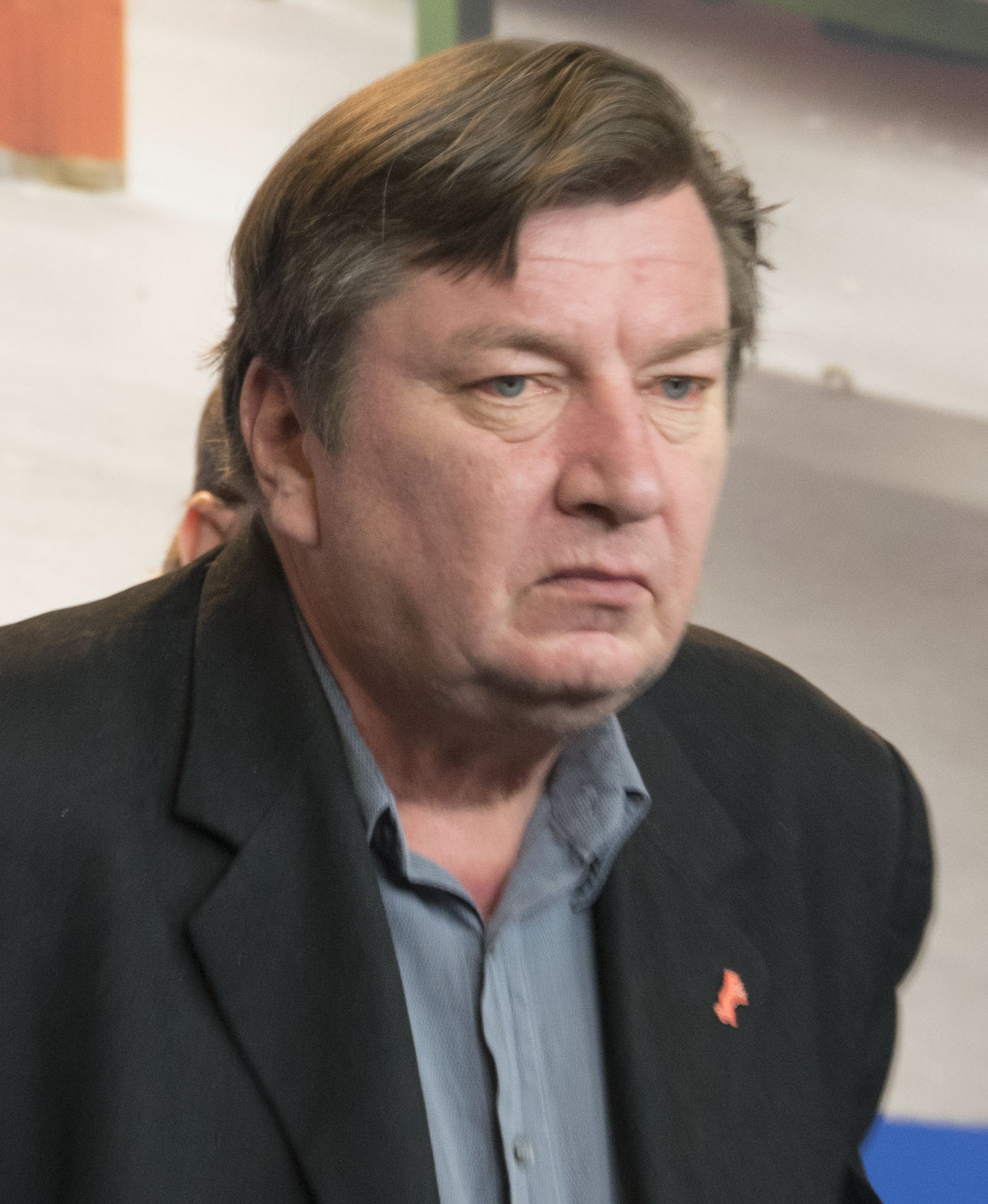
Aki Kaurismäki, wyróżniony Nagrodą Jury.

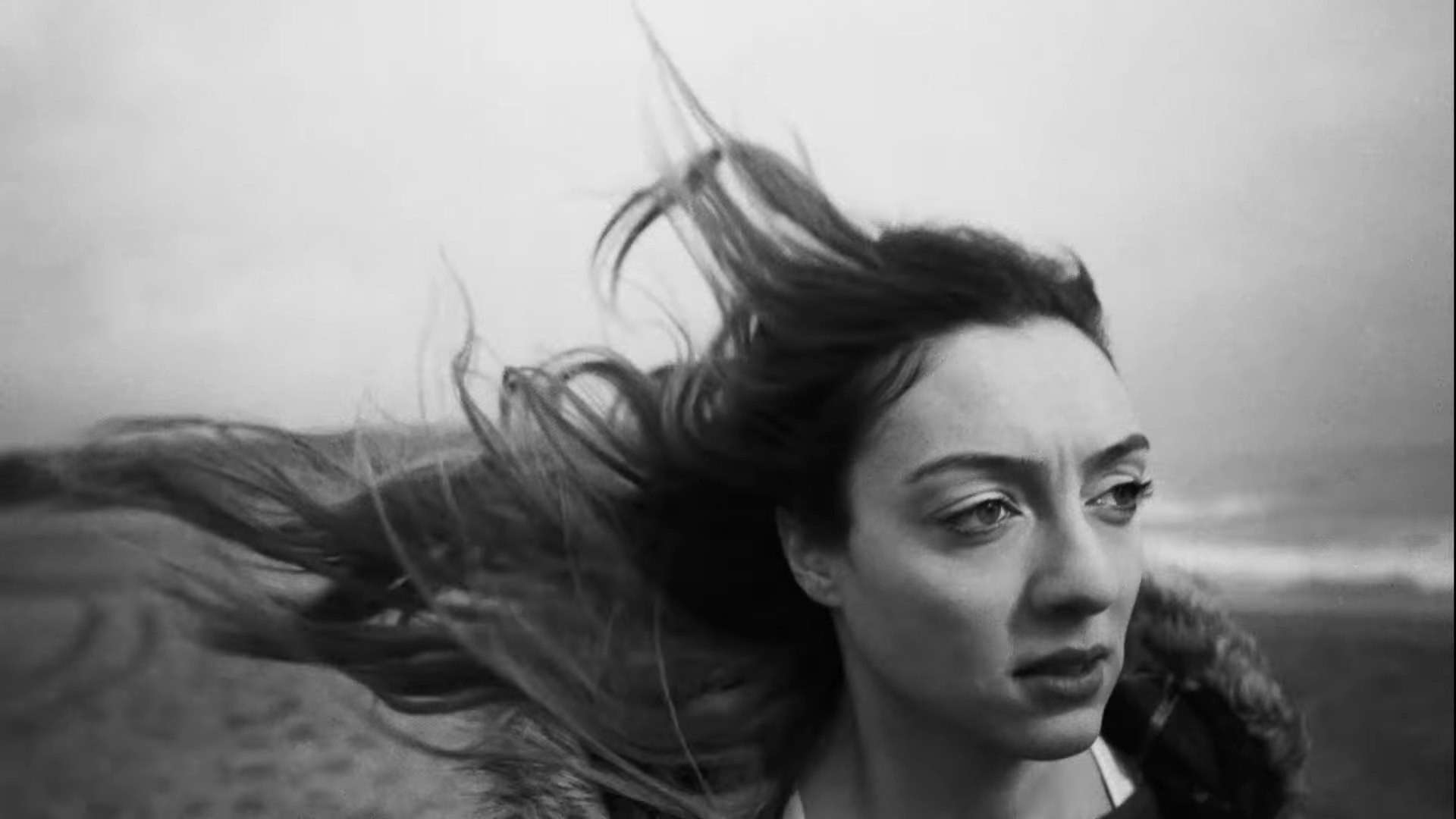
Merve Dizdar, laureatka nagrody dla najlepszej aktorki.

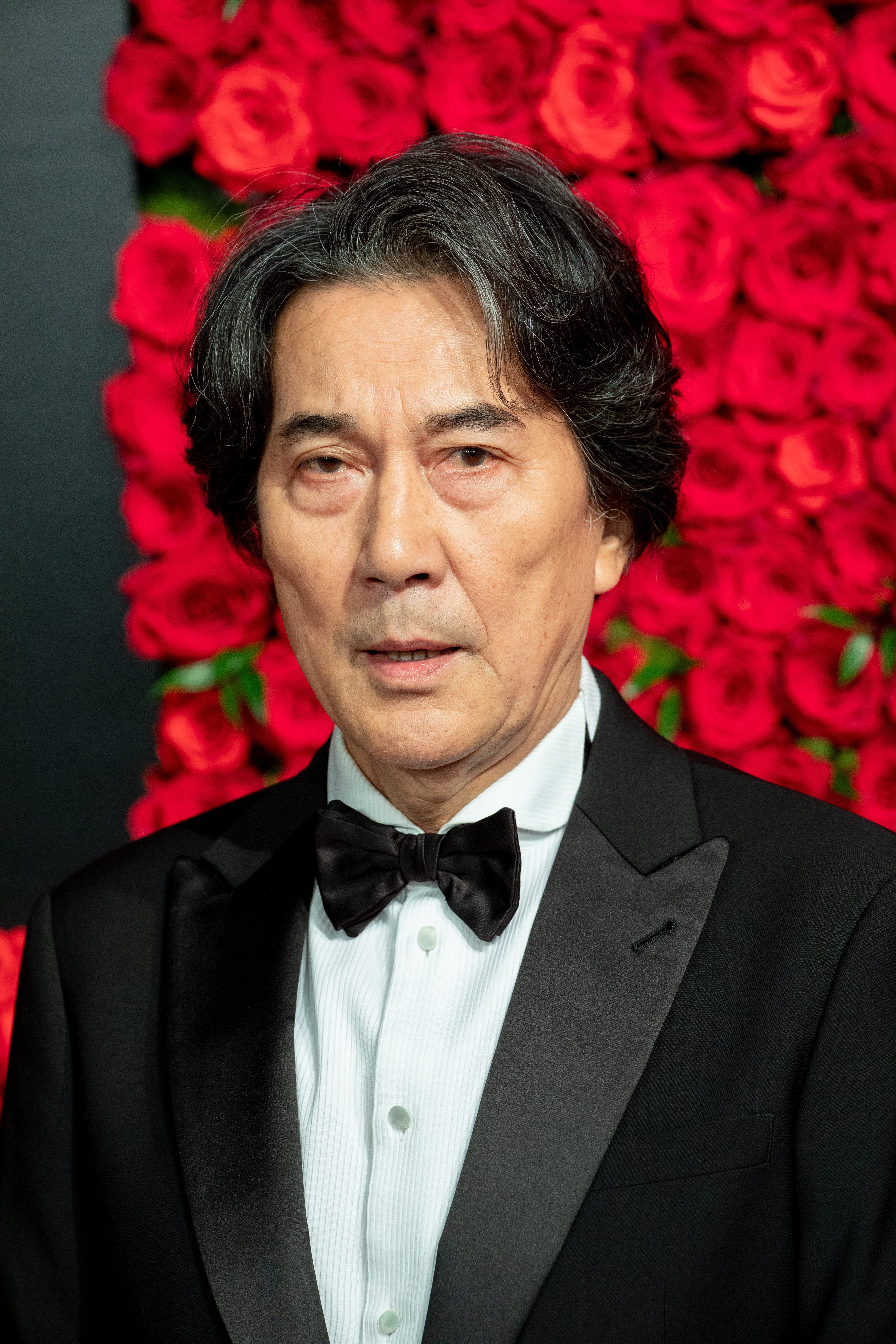
Nagrodzony japoński aktor Kōji Yakusho.

- Anatomia upadku, reż. Justine Triet

Grand Prix
- Strefa interesów, reż. Jonathan Glazer

Nagroda Jury
- Opadające liście, reż. Aki Kaurismäki

Najlepsza reżyseria
- Trần Anh Hùng − Bulion i inne namiętności

Najlepsza aktorka
- Merve Dizdar − Wśród wyschniętych traw

Najlepszy aktor
- Kōji Yakusho − Perfect Days

Najlepszy scenariusz
- Yuji Sakamoto − Monster

### Sekcja „Un Certain Regard”
Nagroda Główna
- How to Have Sex, reż. Molly Manning Walker

Nagroda Jury
- Sfora, reż. Kamal Lazraq

Najlepsza reżyseria
- Asmae El Moudir − Matka wszystkich kłamstw

Najlepsza obsada aktorska
- Kwiat buriti, reż. João Salaviza i Renée Nader Messora

Nagroda za wolność wypowiedzi
- Żegnaj, Julio, reż. Mohamed Kordofani

Nagroda dla nowego głosu reżyserskiego
- Omen, reż. Baloji

### Konkurs filmów krótkometrażowych
Złota Palma dla najlepszego filmu krótkometrażowego
- 27, reż. Flóra Anna Buda

Wyróżnienie Specjalne
- Fár, reż. Gunnur Martinsdóttir Schlüter

Nagroda Cinéfondation dla najlepszej etiudy studenckiej
- I miejsce:  Norwegian Offspring, reż. Marlene Emilie Lyngstad
- II miejsce:  Hole, reż. Hwang Hyein
- III miejsce:  Ayyur, reż. Zineb Wakrim

### Wybrane pozostałe nagrody
Złota Kamera za najlepszy debiut reżyserski
- W żółtym kokonie, reż. Phạm Thiên Ân

Nagroda Główna w sekcji „Międzynarodowy Tydzień Krytyki”
- Tygrysica, reż. Amanda Nell Eu

Nagroda Label Europa Cinemas dla najlepszego filmu europejskiego w sekcji „Quinzaine des réalisateurs”
- Creatura, reż. Elena Martín Gimeno

Złote Oko za najlepszy film dokumentalny
- Cztery córki, reż. Kaouther Ben Hania
- Matka wszystkich kłamstw, reż. Asmae El Moudir

Nagroda FIPRESCI
- Konkurs główny:  Strefa interesów, reż. Jonathan Glazer
- Sekcja „Un Certain Regard”:  Osadnicy, reż. Felipe Gálvez
- Sekcje paralelne:  Levante, reż. Lillah Halla

Nagroda Jury Ekumenicznego
- Perfect Days, reż. Wim Wenders
  - Wyróżnienie:  Pod Starym Dębem, reż. Ken Loach

Nagroda CST dla artysty technicznego
- Johnnie Burn za dźwięk i montaż dźwięku do filmu Strefa interesów

Nagroda za najlepszą ścieżkę dźwiękową
- Mica Levi − Strefa interesów

Nagroda im. François Chalais dla filmu propagującego znaczenie dziennikarstwa
- Cztery córki, reż. Kaouther Ben Hania

Queerowa Palma dla najlepszego filmu o tematyce LGBT
- Monster, reż. Hirokazu Koreeda

Nagroda Palm Dog dla najlepszego psiego występu na festiwalu
- Anatomia upadku, reż. Justine Triet

Honorowa Złota Palma za całokształt twórczości
- Michael Douglas
- Harrison Ford